# Etaconazol
Etaconazol ist eine chemische Verbindung aus der Gruppe der Conazole.

## Gewinnung und Darstellung
Etaconazol kann ausgehend von einer Bromierung von 2,4-Dichloracetophenon mit Brom und anschließendem Dehydratisieren des entstandenen ω-Brom-2,4-dichloracetophenon mit 1,2-Butandiol und p-Toluolsulfonsäure als Katalysator synthetisiert werden. Danach folgt eine Kondensation des erhaltenen 2-(2,4-Dichlorphenyl)-2-brommethyl-4-ethyl-1,3-dioxolans mit 1,2,4-Triazol zum Endprodukt.

## Eigenschaften
Etaconazol ist ein farbloser Feststoff, der praktisch unlöslich in Wasser ist. Das Fungizid besteht aus vier Stereoisomeren.

## Verwendung
Etaconazol wurde als Fungizid gegen Mehltau auf Obst und anderen Kulturen verwendet. Es wurde 1979 auf den Markt gebracht, jedoch später durch andere Fungizide ersetzt. Die Wirkung beruht auf der Hemmung der Sterol-Biosynthese.